# František Krejčí (fotbalista)
František Krejčí, křtěný František Josef (26. února 1898 Královské Vinohrady  – 25. března 1975) byl český fotbalista, reprezentant Československa.

## Život
František Krejčí se narodil na Královských Vinohradech v rodině krejčovského pomocníka Jaromíra Krejčího a jeho ženy Augusty rodem Bergerové.

## Sportovní kariéra
Za československou reprezentaci hrál jen jednou 28. června 1922 proti Jugoslávii v přátelském zápase, který skončil prohrou 3:4. Byl obránce v týmu AFK Vršovice (1922–1928) a Bohemians (1929–1931). V lize nastoupil v 83 utkáních.

## Ligová bilance
| Ročník                                       | Zápasy | Góly | Klub         |
| -------------------------------------------- | ------ | ---- | ------------ |
| Asociační liga 1925                          | 8      | 0    | AFK Vršovice |
| Středočeská 1. liga 1925/26                  | 19     | 0    | AFK Vršovice |
| Kvalifikační soutěž Středočeské 1. ligy 1927 | 6      | 0    | AFK Vršovice |
| Středočeská 1. liga 1927/28                  | 11     | 0    | Bohemians    |
| Středočeská 1. liga 1928/29                  | 12     | 0    | Bohemians    |
| 1. asociační liga 1929/30                    | 12     | 0    | Bohemians    |
| 1. asociační liga 1930/31                    | 14     | 0    | Bohemians    |
| 1. asociační liga 1931/32                    | 1      | 0    | Bohemians    |
| CELKEM                                       | 83     | 0    |              |